# シェイン・マローニー
シェイン・マローニー（Shane Maloney、1953年 - ）は、オーストラリアの小説家、推理作家、ハードボイルド作家。男性。メルボルンの新聞でコラムニストをしながら小説を執筆している。オーストラリアのミステリ界では一、二を争う人気作家である。
1994年、メルボルンの地方政治家の側近であるマレー・ホイーランを主人公にしたハードボイルド長編"Stiff"でデビュー。1996年に刊行したシリーズ第2作の『ブラッシュ・オフ』で、オーストラリア推理作家協会が主催するネッド・ケリー賞の最優秀長編賞を受賞した。このシリーズはオーストラリアのみならず、アメリカ合衆国、イギリスなどほかの英語圏の国々で人気を得ているほか、ドイツやフランスでも刊行されている。2009年には、オーストラリア推理作家協会から功労賞が授与された。

## 日本語訳作品
- ブラッシュ・オフ （訳：浜野アキオ、2002年12月、文藝春秋 文春文庫、ISBN 9784167661243）（The Brush Off (1996)）
  - 1997年、オーストラリア推理作家協会主催のネッド・ケリー賞最優秀長編賞受賞

## 著作リスト
英語で執筆。
- マレー・ホイーラン（Murray Whelan）シリーズ
  - Stiff (1994)
  - The Brush-Off (1996) （ブラッシュ・オフ）
  - Nice Try (1998)
  - The Big Ask (2000)
  - Something Fishy (2002)
  - Sucked In (2007)